# ميلا كوزنتسوفا

## التعريف بالشخصية
ميلا كوزنتسوفا أو باللغة الأوكرانية: (Міла Кузнєцова) هي عارضة أزياء أوكرانية كبيرة الحجم وممثلة ومؤثرة وفائزة ملكة جمال أوكرانيا ذات الحجم الزائد.

## السيرة الذاتية
ولدت ميلا كوزنتسوفا في 21 يونيو 1988 في كييف عاصمة أوكرانيا، فهي حاليا تبلغ من العمر 34 سنة فعلامتها الفلكية برج الجوزاء، بدأت حياتها المهنية في عرض الأزياء عام 2014.

## إنجازاتها
- نالت ميلا كوزنتسوفا شهرتها الأولى في عام 2015، عندما دخلت الأوكرانية ناديجدا شيربان من مدينة فينيتسا في كتاب غينيس للأرقام القياسية نظرًا لحجم تمثال نصفي لها.
- أصبحت صاحبة الرقم القياسي في غينيس بصفتها صاحبة أكبر تمثال نصفي طبيعي.
- تم التسجيل الرسمي للسجل على الهواء من إحدى القنوات التلفزيونية أثناء إطلاق البرنامج التلفزيوني «أوكرانيا تقول».
- حصلت على شهادة «أكبر ثديين طبيعيين».
- محيط صدر ناديجدا شيربان هو 121 سم، لكن ميلا كوزنتسوفا احتلت المرتبة الثانية - بحجم ثدي يبلغ 115 سم.
- بعد ذلك، أصبحت ميلا ضيفًا متكررًا في البرامج التلفزيونية وجميع أنواع مسابقات الجمال التي تشارك فيها عارضات الأزياء.
- كانت إحدى المشاركات في المشروع الأوكراني «موديل XL». ذكرت أن حلمها كان أن تدرك نفسها في مجال عرض الأزياء، مثلت أوكرانيا في مسابقة Miss Universe Plus Size 2019 والتي أقيمت نهائيها في جزيرة Saint Vincent في منطقة البحر الكاريبي.

- استمر الحدث لمدة خمسة أيام، تنافست فتيات من مختلف دول العالم في مراحل مختلفة من المسابقة: عروض أزياء بملابس السباحة، وعروض أزياء بالملابس الوطنية، وفساتين السهرة، كما أظهرن إحدى مواهبهن.

في ربيع عام 2020، أعلنت ميلا كوزنتسوفا عن استعدادها لأن تصبح ملاكمًا.
وقالت على موقع Instagram الخاص بها: "عندما نهزم فيروس كورونا، سأبدأ العمل مع مدرب إذا سارت الأمور على ما يرام، فسأقدم طلبًا للحصول على ترخيص في الدوري الوطني للملاكمة المحترفة في أوكرانيا.
حتى قبل أن يبدأ الوباء، إرتديت القفازات وعملت قليلاً مع الكمثرى، لقد ألهمتني لدرجة أنني قررت أن أجرب نفسي في الملاكمة، في يونيو أصبح معروفًا أن ميلا كوزنتسوفا تنوي المشاركة في بطولة فنون القتال المختلطة (MMA) في خريف عام 2020 في تايلاند.
ستقيم كوزنتسوفا مبارزة استعراضية، سيكون منظم بطولة الخريف للفنون القتالية المختلطة هو المدون ورجل الأعمال الروسي مكسيم ميرنس.